# Thế kỷ 25
Thế kỷ 25 là thế kỷ trong Công Nguyên, trong lịch Gregory là khoảng thời gian từ ngày 1 tháng 1 năm 2401 cho đến ngày 31 tháng 12 năm 2500.